# Czarny Legion
Czarna Legia, Czarny Legion (chorw. Crna legija, niem. Schwarze Legion) – nieformalna nazwa 1 Pułku Ustaszy (chorw. 1 ustaša pukovnija) podczas II wojny światowej.
Latem 1941 do Sarajewa przybyło tysiące uciekinierów z powodu czystek etnicznych prowadzonych przez serbskich czetników we wschodniej Bośni w rejonie Višegrad-Sarajewo. W odpowiedzi spośród tamtejszych muzułmańskich Bośniaków i katolickich Chorwatów została sformowana 3 września w Sarajewie jednostka wojskowa, mająca chronić interesy Niepodległego Państwa Chorwackiego (NDH) na obszarach wschodniej Bośni.
Na jej czele stanął kpt. Jure Francetić, a jego zastępcą został Rafael Boban. Pod koniec września przemianowano ją na Francetićeva Ustaša Bojna w sile trzech batalionów i baterii górskiej artylerii. Do początku grudnia jej liczebność wzrosła z ok. 850 ludzi do ok. 1,2–1,5 tys. Byli bardzo dobrze uzbrojeni, wyposażeni i całkowicie zmotoryzowani (ciężarówki i motocykle). Występowało nawet kilka włoskich tankietek. Nosili czarne mundury, stąd pojawiła się nieformalna nazwa jednostki – Crna legija.
Jure Francetić awansował do stopnia pułkownika 25 czerwca 1942 r. Pod jego dowództwem jednostka stała się jednym z najlepszych chorwackich oddziałów antypartyzanckich. Na początku grudnia 1941 1. batalion uczestniczył wraz z 8. pułkiem piechoty Chorwackiej Domobrany i kilkoma batalionami ustaszy w pierwszej większej operacji skierowanej przeciwko czetnikom i NOVJ w rejonie Ozrenu. Pod koniec stycznia 1942 cały Legion brał ograniczony udział w operacji „Süd-Kroatien” w rejonie miejscowości Visoko-Vareš. Współdziałał z niemieckimi 342 i 712 Dywizjami Piechoty, włoską Dywizją „Rawenna” oraz chorwackimi 4. i 5. Dywizjami Piechoty. Zadaniem Legionu było zablokowanie oddziałów partyzanckich, tak aby pozostałe jednostki mogły je zniszczyć. Operacja zakończyła się sukcesem, gdyż partyzanci ponieśli ciężkie straty i wycofali się w górzyste rejony. Do początku marca Legion działał samodzielnie, zwalczając nieduże oddziały partyzanckie i czetnickie. Od 15 marca ochraniał flankę niemieckiej 718 Dywizji Piechoty w ramach operacji Trio I. W maju przeszedł do rejonu Vlasenica-Srebrenica, działając tam do początku sierpnia. Nowo sformowany 4. batalion został wówczas wysłany do zachodniej Bośni, gdzie wziął udział wraz z Niemcami w największej operacji antypartyzanckiej w 1942 pod kryptonimem West-Bosnien. Do końca sierpnia oczyszczono obszar z oddziałów komunistycznych, zadając im ciężkie straty. W międzyczasie w dniach 28 lipca – 19 sierpnia jeden z pozostałych batalionów Legionu wsparty baterią artylerii górskiej i oddziałem samochodowym pod dowództwem płk. Simicia bronił wraz z lokalną milicją ustaszowską miasta Kupres przed atakami czterech brygad partyzanckich. Pomimo sporych strat obrona zakończyła się powodzeniem.
25 sierpnia dowództwo jednej z niemieckich dywizji aresztowało płk. Franceticia z powodu zbrodni popełnianych przez jego podkomendnych na serbskiej ludności cywilnej. Planowało nawet rozbrojenie Legionu. Jednakże z powodu interwencji poglavnika Ante Pavelicia nie doszło do tego, a płk J. Francetić po uwolnieniu został dodatkowo mianowany komendantem wszystkich sił ustaszowskich w regionie. We wrześniu towarzyszył on przywódcy NDH w inspekcji oddziałów chorwackich na froncie wschodnim. W tym czasie Legion został podzielony, kończąc swoją działalność bojową. Jego główna część została przemianowana na I Mobilną Brygadę Ustaszy (chorw. I Pokretni Ustaški zdrug), zaś jeden z batalionów dowodzony przez Bobana posłużył do sformowania V Brygady Ustaszy w Podrawiu. Byli żołnierze Legionu nadal służyli w czarnych mundurach aż do końca wojny. Około 120 spośród nich zostało straconych przez NOVJ w rejonie Sisaku w maju 1945.